# 德普湖
54°18′28″N 9°44′47″E / 54.307777°N 9.7465°E

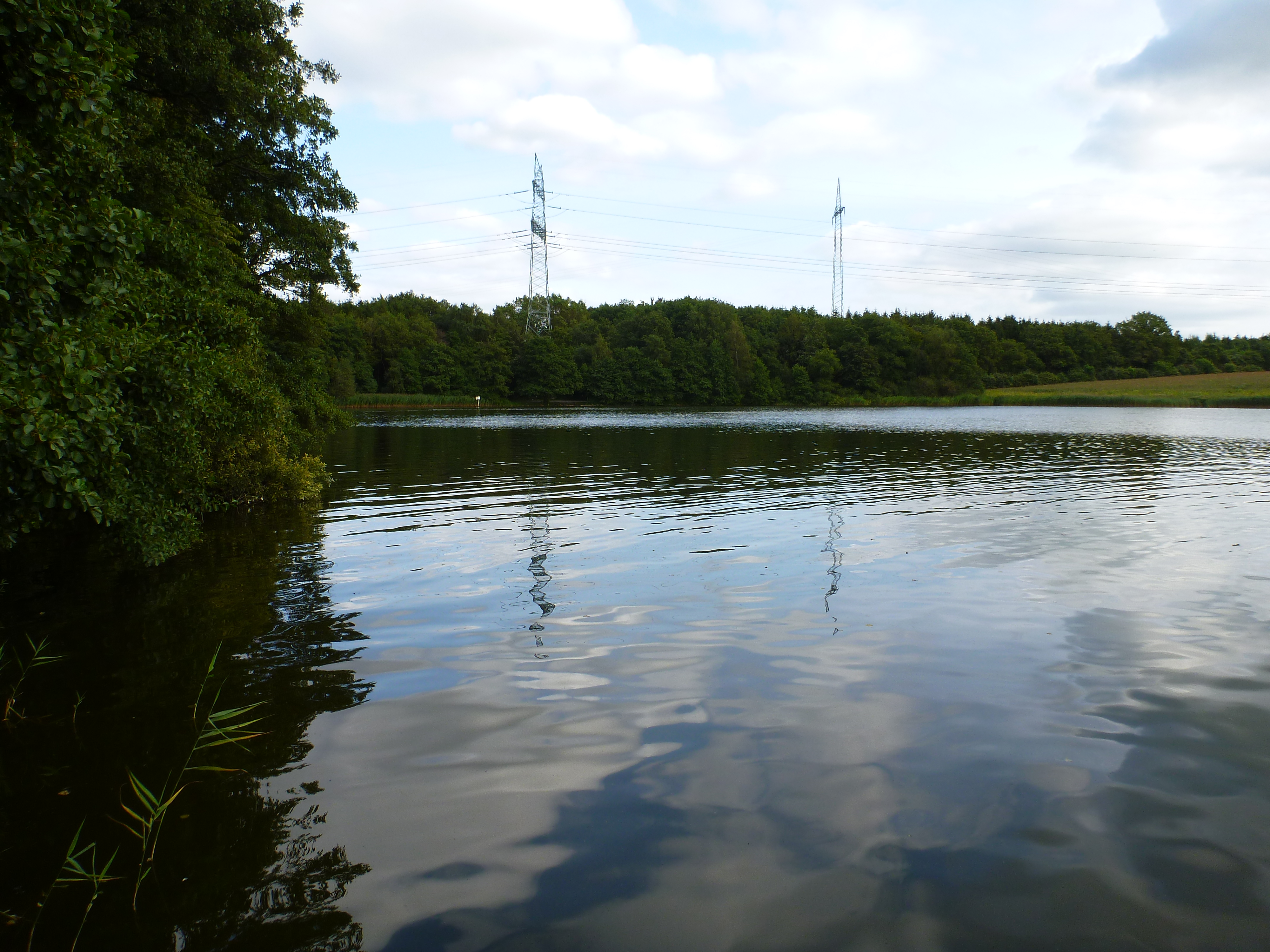

德普湖（德語：Dörpsee），是德國的湖泊，位於該國北部石勒蘇益格-荷爾斯泰因州，由倫茨堡-埃肯弗德縣負責管轄，面積0.08平方公里，湖岸線長度1.2公里。